# L'Histoire sans fin (roman)
Pour les articles homonymes, voir L'Histoire sans fin.
 (juin 2016).
Si vous disposez d'ouvrages ou d'articles de référence ou si vous connaissez des sites web de qualité traitant du thème abordé ici, merci de compléter l'article en donnant les références utiles à sa vérifiabilité et en les liant à la section « Notes et références ».
L'Histoire sans fin (titre original : Die unendliche Geschichte) est un roman allemand de fantasy de Michael Ende publié en 1979. Le roman raconte l'histoire d'un jeune garçon qui vole un livre intitulé L'Histoire sans fin dans une librairie. Au fur et à mesure qu'il avance dans la lecture du livre, il se retrouve lui-même faisant partie de la quête dont le but est de sauver le monde et les habitants du Pays Fantastique.
Généralement classé parmi les classiques des romans pour la jeunesse, il a connu un certain succès en librairie dans les années 1980[réf. nécessaire]. Plusieurs films et séries se sont inspirés de ce roman.

## Résumé
Le livre est composé de 27 chapitres, un pour chaque lettre de l'alphabet de A à Z et un  « chapitre zéro » dont le titre est « Livres d'occasion » écrit à l'envers sur la porte vitrée, vue de l'intérieur du magasin. La traduction française respecte la première lettre originale de chaque chapitre de la version allemande. 
Bastien Balthazar Bux est un garçon de dix ans, petit, rond, timide, pas très beau, orphelin de mère, incompris de son père, et souffre-douleur d'un petit groupe de sa classe.
Un matin, poursuivi par des garçons de sa classe, il se réfugie dans une librairie. Après une altercation avec le libraire, vieil homme bourru qui n'aime pas les enfants, et à la faveur d'un moment d'inattention, il vole un livre qui l'attire mystérieusement et s'en va en courant. Malade à l'idée d'arriver en retard en cours et de se faire punir, il préfère se réfugier discrètement dans une vieille remise de l'école. Il s'installe sur quelques matelas poussiéreux et commence la lecture du livre volé, un roman intitulé L'Histoire sans fin.
C'est l'histoire d'un monde fantastique, rempli de tout ce que l'imagination de l'homme peut produire et plus encore. Immensément grand et merveilleux, ce monde nommé Le Pays Fantastique est dirigé du haut de sa tour d'ivoire par une enfant fragile, la Petite Impératrice. Or cette enfant est atteinte d'un mal étrange, qu'aucun médecin ne parvient à guérir. Dans le même temps, le Pays fantastique est l'objet d'une grande menace qui semble liée à cette maladie, grignoté par une catastrophe qui détruit tout sur son passage : le Néant. La Petite Impératrice charge alors un enfant guerrier du nom d'Atreju, chasseur des plaines de la lointaine Mer des Herbes, d'une mission : trouver un remède pour elle et pour le pays.
Après une longue série d'aventures à travers les vastes contrées du Pays Fantastique, Atreju découvre que ce monde est créé par les rêves et l'imagination des hommes : il est aujourd'hui détruit par le Néant car les hommes ne rêvent plus. Pour guérir et sauver ainsi ce Pays fantastique, l'Impératrice n'a besoin que d'une chose : un nouveau nom, qui doit lui être donné par un enfant de la Terre.
Bastien met un certain temps à comprendre que ce livre n'est pas comme les autres : effrayé, il se rend compte qu'au fil de sa lecture il entre véritablement dans l'histoire et que l'enfant humain dont ils ont besoin, c'est lui. Il met du temps à y croire puis à s'impliquer, ne pouvant s'imaginer qu'un simple enfant comme lui peut avoir assez d'importance pour sauver un vaste monde. Il finit pourtant par le faire et sauve l'Impératrice.
Mais l'histoire sans fin n'est pas terminée. Bastien s'est décidé tard, trop tard : tout le Pays fantastique a disparu, il ne reste du vaste royaume qu'un minuscule grain de sable. L'Impératrice confie alors à Bastien une mission d'importance : reconstruire le monde fantastique à l'aide d'un médaillon magique, appelé l'Auryn, qui exauce les vœux.
Bastien se voit transporté dans un monde qu'il recrée lui-même peu à peu à l'aide de ses rêves et de ses vœux, qu'il parcourt de contrées en contrées et où il se lie d'amitié avec Atreju. Mais il se laisse griser par son pouvoir : se prenant pour le maître de ce Pays, manipulé par la sorcière Xayide, il se met en tête de renverser le pouvoir de l'Impératrice pour prendre sa place et se faire proclamer « Petit Empereur du Pays Fantastique ». Mais Atreju s'oppose à Bastien dans ce projet et lève une armée contre lui.
Ce que Bastien n'avait pas initialement remarqué, c'est qu'à chaque vœu qu'il fait et que le médaillon exauce, il perd un souvenir de sa vie de petit garçon humain. Peu à peu, il perd son identité et se vide de son être. Vaincu par Atreju, il erre dans le Pays fantastique, ne sachant plus vraiment qui il est. Atreju retrouve son ancien ami et l'aide à chercher un souvenir qui le relierait encore à sa vie réelle. Ils y parviennent. Bastien retrouve alors son identité et sa mémoire. Mais il a commencé au Pays fantastique de nombreuses histoires qui restent inachevées (le livre ménage de nombreuses ouvertures vers d'autres aventures possibles, en utilisant très souvent l'expression « Ceci est une autre histoire, qui sera contée une autre fois »). Atreju accepte la tâche de terminer les histoires commencées par Bastien au Pays fantastique, pour lui permettre de rentrer dans le monde des humains. Bastien peut rentrer chez lui et retrouver son père qui se rongeait les sangs.

## Histoire éditoriale
Die unendliche Geschichte, illustré par Roswitha Quadflieg, paraît chez Thienemann (de) (Stuttgart) en 1979. En France, le roman, traduit par Dominique Autrand, paraît chez Stock en 1984.

## Analyse

### Personnages principaux
- Atreju (prononcer à l'allemande "Atréyou") est un enfant guerrier à la peau verte du pays fantastique : beau et valeureux, il est en quelque sorte celui que Bastien a toujours rêvé d'être. Une fois les deux enfants réunis au pays fantastique, ils commencent par se lier d'amitié mais très vite se jalousent et deviennent rivaux. Bastien, fort de son nouveau statut de sauveur et chef, ne supporte pas qu'Atreju lui rappelle ses anciennes frustrations. Pourtant, il aidera Bastien à retrouver son identité perdue et rentrer chez lui.
- Fuchur (prononcer "Fourhour", renommé Falcor dans le film de Wolfgang Petersen) est un dragon porte-bonheur au corps écaillé et à la tête de lion (canine au cinéma). Toujours de bonne humeur, il aide Atreju dans sa quête pour trouver un remède à l'Impératrice, puis Bastien dans sa reconstruction du Pays Fantastique.
- La Petite Impératrice dirige le monde fantastique du haut de l'immense et magnifique Tour d'Ivoire où elle reçoit des émissaires venant des plus lointaines contrées. Elle est aussi vieille que le Pays Fantastique bien qu'elle soit encore enfant. Sa maladie et le Néant qui ronge le pays fantastique sont liés. On la nomme également la Souveraine des Désirs aux Yeux d'Or. Chaque enfant du monde des hommes arrivant dans le Pays Fantastique doit lui donner un nom pour relancer le cycle.
- Gmork est, selon le livre, un être qui n'appartient ni aux habitants du Pays Fantastique, ni à celui des hommes. Il peut traverser les deux mondes comme bon lui semble. Dans le Pays Fantastique, il prend la forme d'un loup géant. Il avait pour mission de poursuivre inlassablement Atreju dans sa quête du remède pour l'Impératrice, mais il a fini par perdre sa trace à la toile d'Ygramul la Multiple tissée au dessus de l'abime sans fond. Gmork a ensuite dérivé dans le Pays Fantastique jusqu'à faire la rencontre de la princesse des ténèbres, Gaya. Il s'est laissé séduire et lui a raconté sa mission. Celle-ci l'attacha donc à une chaîne et c'est là qu'il fait la rencontre d'Atreju. Il lui explique le moyen de se rendre au monde des Hommes et par la même occasion ce qui arrive aux habitants du pays fantastique qui se jettent dans le Néant.
- Xayide est une sorcière assoifée de pouvoirs.

### Personnages secondaires
Nombreux et hétéroclites sont les personnages plus secondaires, souvent des créatures du Pays Fantastique :
- Graograman, le lion de flammes vivant dans Goab, le désert des couleurs, qui meurt tous les soirs pour laisser place à Perelin, la luxuriante forêt de la nuit ;
- La Vénérable Morla, la vieille tortue géante qui s'ennuie depuis des millénaires dans les Marais de la Désolation ;
- Uyulala, l'Oracle du Sud une voix sans corps que l'on ne peut consulter qu'en traversant trois portes ;
- Artax, poney d'Atreju, doué de la parole ;
- Ygramul la Multiple, araignée géante et insaisissable au venin mortel composée de millions d'insectes volants ;
- Le Vieillard qui écrit du haut de la Montagne du Destin l'Histoire sans fin, au fur et à mesure de son déroulement.

### La mise en abyme
Le livre est basé sur une mise en abyme, de façon que le lecteur s'identifie au héros. Ainsi, le livre (du moins en version originale) est écrit en deux couleurs différentes, pour distinguer ce qui se passe dans le monde réel et ce qui se passe dans le Pays Fantastique. Il est mentionné également que le livre que lit Bastien est écrit en deux couleurs. En fait, le livre que lit Bastien peut être assimilé au livre que le lecteur a dans les mains : même description, et métaphoriquement même « pouvoir » : celui de transporter les lecteurs pour un moment dans un monde imaginaire dont ils reviendront changés.

## Adaptation

### Cinéma
Le roman connait plusieurs adaptations au cinéma et à la télévision :
- Adaptations dont le scénario est chronologiquement lié : 
  1. L'Histoire sans fin (1984) de Wolfgang Petersen avec Barret Oliver, Noah Hathaway — Le film adapte la première moitié du livre : la lecture du livre volé et la quête d'Atreju. Le Pays Fantastique y est nommé Fantasia et Fuchur est renommé Falkor.
  2. L'Histoire sans fin 2 : Un nouveau chapitre (1991) de George Trumbull Miller avec Jonathan Brandis, Kenny Morrison — Le film s'inspire légèrement de la seconde moitié du livre pour raconter les aventures de Bastien à Fantasia.
  3. L'Histoire sans fin 3 : Retour à Fantasia (1995) de Peter MacDonald avec Jason James Richter — Le film reprend les personnages principaux des deux premiers opus (à l'exception d'Atreju) pour les introduire dans une histoire originale.
  4. L'Histoire sans fin (1996) de Mike Fallows (série télévisée animée de 26 épisodes) — Série animée faisant suite à la trilogie cinématographique.
- Adaptation dont le scénario est chronologiquement indépendant : 
  1. L'Histoire sans fin (2001) de Giles Walker, Adam Weissman avec Mark Rendall, Tyler Hynes (série télévisée de 13 épisodes) — Série indépendante de la saga composée des trois films et de la série animée.

En mars 2024, un projet d'adaptation du roman en plusieurs films est annoncé, produit d'un partenariat entre les ayants droit de Michael Ende et le studio de production anglo-australien See-Saw Films.

### Jeu vidéo
Ocean Software obtient les droits pour adapter le film L'Histoire sans fin en jeu vidéo. L'Histoire sans fin  sort en 1985 sur ZX Spectrum,, Amstrad CPC, Apple II, Commodore 64, et Atari 800. Ce jeu d'aventure textuelle est développé par trois anciens membres de chez Imagine Software : le programmeur Ian Weatherburn et les artistes graphiques Steve Cain et Simon Butler.
Un jeu est également adapté du second film L'Histoire sans fin 2 : Un nouveau chapitre sorti en 1990. L'Histoire sans fin II est publié en 1990 sur ZX Spectrum, Amiga,, Commodore 64, et PC (DOS).
Une troisième adaptation en jeu vidéo du roman est publiée en 2002 sous le titre Auryn Quest sur PC (Windows),.